# Peria Jerry
Pour les articles homonymes, voir Jerry.
(en) Statistiques sur pro-football-reference
Peria Jerry (né le 23 août 1984 à Memphis dans le Tennessee) est un joueur américain de football américain qui évoluait au poste de defensive tackle.

## Biographie

### Carrière universitaire
Étudiant à l'Université du Mississippi, il a joué avec les Rebels d'Ole Miss de 2005 à 2008.

### Carrière professionnelle
Il est choisi par les Falcons d'Atlanta au 24e rang, lors du premier tour de la draft 2009 de la NFL.
Après cinq saisons avec les Falcons, il prend sa retraite du football américain en 2014.